# معابد یوگینی

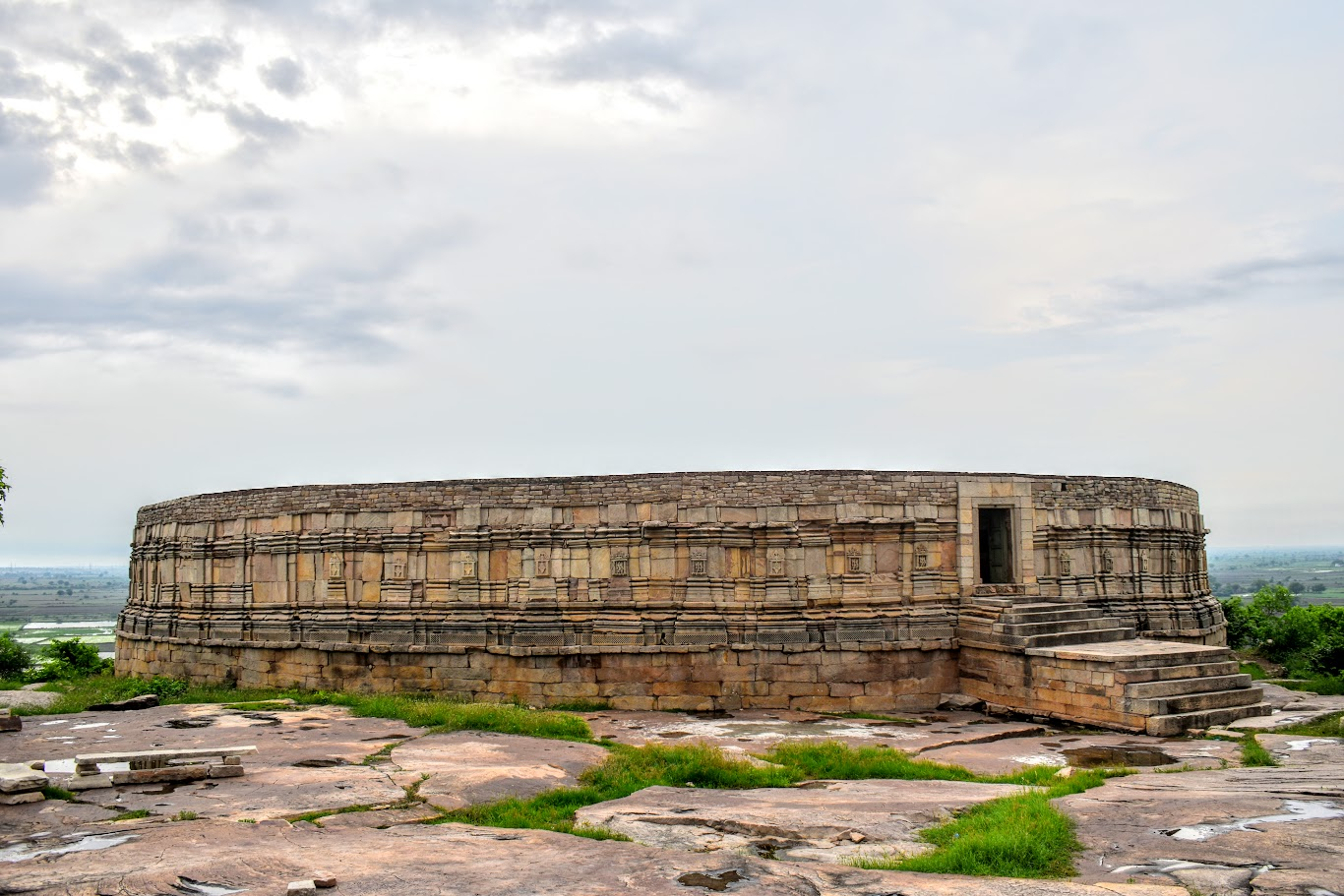
معبد یوگینی در میتاولی، واقع بر فراز تپه‌ای سنگی و روباز

نقشه معابد یوگینی در هند

معابد یوگینی (انگلیسی: Yogini temples) در هند، پرستشگاه‌های روباز هیپائترل مربوط به قرون ۹ تا ۱۲ میلادی هستند که به یوگینیها، استادان زن یوگا در تنتره، اختصاص دارند. این یوگینی‌ها به‌طور کلی با الهه‌ها، به‌ویژه پارواتی، که تجسم نیروی مقدس زنانه هستند، هم‌ارز دانسته می‌شوند. این معابد تا اواخر قرن بیستم عمدتاً ناشناخته و مورد مطالعه قرار نگرفته بودند. برخی از این معابد دارای طاقچه‌هایی برای ۶۴ یوگینی هستند، بنابراین معابد ۶۴ یوگینی (Chausath Yogini Mandir، از चौसठ، زبان هندی به معنای ۶۴ که به‌صورت Chaunsath یا Chausathi نیز نوشته می‌شود) نامیده می‌شوند. برخی دیگر ۴۲ یا ۸۱ طاقچه دارند که نشان‌دهنده مجموعه‌های مختلفی از الهه‌ها است، هرچند که آن‌ها نیز اغلب معابد ۶۴ یوگینی نامیده می‌شوند. حتی زمانی که تعداد یوگینی‌ها ۶۴ است، این‌ها همیشه یکسان نیستند.
معابد باقی‌مانده یا به‌صورت دایره‌ای یا مستطیلی ساخته شده‌اند و در مناطق مرکزی و شمالی هند، در ایالت‌های اوتار پرادش، مادیا پرادش و اودیشا پراکنده شده‌اند. معابدی که از بین رفته‌اند، از طریق تصاویر یوگینی باقی‌مانده شناسایی شده‌اند و در سراسر شبه‌قاره هند توزیع وسیع‌تری داشته‌اند، از دهلی در شمال و مرز راجستان در غرب تا منطقه بنگال بزرگ در شرق و تامیل نادو در جنوب.

## بررسی اجمالی

### یوگینی‌ها

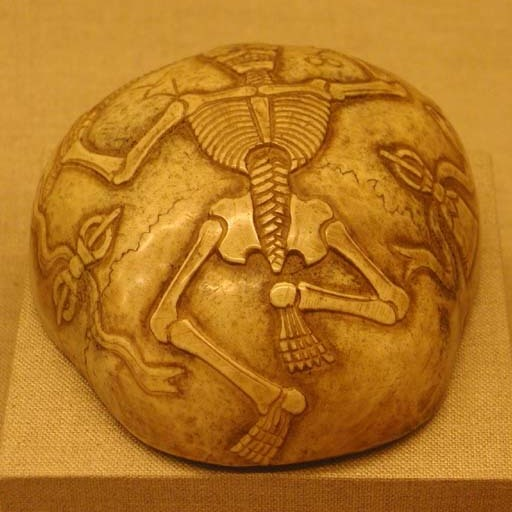
یک کپالا، جامی ساخته‌شده از جمجمه انسان که در تنتره و توسط یوگینیها استفاده می‌شود

از حدود قرن دهم میلادی، یوگینیها در گروه‌هایی، اغلب شامل ۶۴ نفر، ظاهر می‌شوند. آن‌ها به عنوان الهه‌های مقدس دیده می‌شوند، اما زنان زمینی که در تنتره مهارت دارند، می‌توانند از این ایزدان تقلید کرده و حتی آن‌ها را در خود مجسم کنند. این موضوع، مرز بین انسان و الهی را مبهم و درهم‌آمیخته می‌کند. یوگینی‌ها، چه الهی و چه انسانی، به گروه‌هایی وابسته‌اند؛ در شیواپرستی، از مهم‌ترین این گروه‌ها، طایفه‌های ۸ مادر (ماتری‌ها یا ماتریکاها) هستند. یوگینی‌ها اغلب دگرپیکری دارند و به‌شکل مجسمه‌هایی با سر حیوانات به تصویر کشیده شده‌اند. آن‌ها به «تغییر شکل واقعی» به حیوانات ماده و همچنین به توانایی تبدیل دیگران مرتبط هستند.
یوگینی‌ها به فرقه بهایراوا پیوند دارند، اغلب جمجمه و سایر نمادهای تنترایی را حمل می‌کنند و در گورستان‌ها و مکان‌های مرزی تمرین می‌کنند. آن‌ها قدرتمند، ناپاک و خطرناک در نظر گرفته می‌شوند و هم محافظت می‌کنند و هم دانش تنترایی را منتشر می‌سازند. آن‌ها دارای سیدهیها (قدرت‌های فوق‌العاده)، از جمله توانایی پرواز هستند؛ بسیاری از یوگینی‌ها دارای شکل پرندگان هستند یا پرنده‌ای را به‌عنوان واهان یا مرکب خود دارند. در بودیسم تنترایی متأخر، داکینی، یک روح زن که قادر به پرواز است، اغلب مترادف با یوگینی به‌کار می‌رود. پژوهشگر شامان هاتلی می‌نویسد که یوگینی نمونه‌ای، «مسافر آسمان (khecari)» است و این توانایی، «نهایت دستاورد برای جویندگان سیدهی» محسوب می‌شود.
فرقه‌ای شیوی از یوگینی‌ها تقریباً بین سال‌های ۷۰۰ تا ۱۲۰۰ میلادی رونق داشت. این فرقه در متنی مقدس به نام Brahmayamalatantra ثبت شده است. غیر یوگینی‌ها نیز در «تجربیات بینشی و تعاملی» با یوگینی‌ها مشورت می‌کردند. این فرقه منجر به ساخت معابد سنگی از قرن دهم تا احتمالاً سیزدهم در سراسر شبه‌قاره هند شد.

### بازکشف
زیارتگاه‌های مهم باقی‌مانده از ۶۴ یوگینی (Chausathi Jogan) در اودیشا و مادیا پرادش قرار دارند. الکساندر کانینگهام در قرن نوزدهم آن‌ها را برای هیئت باستان‌شناسی هند بررسی و توصیف کرد، اما پس از آن تا حد زیادی فراموش شدند. در سال ۱۹۸۶، ویدیا دِهِجیا گزارش داد که این زیارتگاه‌ها «دورافتاده و دشوار در دسترس» هستند، برای حدود صد سال به‌ندرت بررسی شده‌اند و محل تجمع راهزنانی بوده‌اند که از معابد به‌عنوان پناهگاهی دور از چشم مقامات استفاده می‌کردند. معبد نسبتاً سالم ۶۴ یوگینی در هیراپور تا سال ۱۹۵۳ مجدداً کشف نشد، با وجود نزدیکی آن به محوطه معابد بوبانشور، چیزی که دِهِجیا آن را «بسیار شگفت‌آور» توصیف می‌کند.

### ویژگی‌ها

اینفوگرافیک دربارهٔ اهمیت معابد یوگینی، نشان‌دهنده طراحی برای ارتباط با یوگینی‌ها، که تصور می‌شود قادر به پرواز هستند

زیارتگاه‌های یوگینی معمولاً محوطه‌هایی دایره‌ای هستند و هیپائترال (بدون سقف)، باز به سمت آسمان، برخلاف اکثر معابد هندی. در دیوار دایره‌ای داخلی طاقچه‌هایی قرار دارد، اغلب ۶۴ عدد، که مجسمه‌های پیکره‌های زنانه، یعنی یوگینی‌ها، در آن‌ها قرار دارند. بدن آن‌ها زیبا توصیف شده، اما سرهایشان اغلب به شکل حیوانات است. معابد یوگینی معمولاً در نقطه‌ای مرتفع و کمی دورتر از گروه اصلی معابد ساخته شده‌اند.
شمایل‌نگاری مجسمه‌های یوگینی در معابد یوگینی یکسان نیست و در هر مجموعه ۶۴ یوگینی، این الهه‌ها ممکن است متفاوت باشند. در معبد هیراپور، همه یوگینی‌ها با Vahana (حیوان سواری‌شان) و در وضعیت ایستاده به تصویر کشیده شده‌اند. در معبد رانپور-جهاریال، تصاویر یوگینی‌ها در حالت رقص قرار دارند. در معبد بهداگات، یوگینی‌ها در وضعیت لالیت‌آسانا (حالت سلطنتی) نشسته‌اند و توسط صحنه‌هایی از محل‌های سوزاندن مردگان همراه با «غول‌های آدمخوار» و حیوانات مردارخوار احاطه شده‌اند.

### اهمیت
هاتلی، به دنبال ویدیا دِهِجیا، پیشنهاد می‌کند که معابد یوگینی به تنتره یوگینی-چاکرا مرتبط هستند. این یک «ماندالا از مانترا-الهه‌ها در اطراف شیوا/بهایراوا است که نصب آن … بخش مرکزی آیین فرقه شیواپرستی یوگینی‌ها بود.» فصل نهم Kaulajnana Nimaya، که به حکیم قرن دهم ماتسیندراناث نسبت داده می‌شود، سیستمی از ۸ چاکرا را توصیف می‌کند که به‌عنوان نیلوفرهای هشت‌پر تصویر شده‌اند و مجموع ۶۴ گلبرگ نشان‌دهنده ۶۴ یوگینی است.
هاتلی اظهار می‌دارد که «پرستش تنتره‌ای 'حلقه‌هایی' از یوگینی‌ها (yoginichakras) حداقل دو قرن پیش از ساخت معابد آغاز شده است، و شباهت چشمگیر میان توصیف‌های متنی شیواپرستی از یوگینی‌ها و نمایش آن‌ها در پیکرتراشی‌ها نشان‌دهنده تداوم مستقیم» بین آیین‌های شرح داده‌شده در متون تنتره‌ای و معابد یوگینی است.

### آیین‌ها
آیین‌های تنتره هندو سری بودند. با این حال، متونی از حدود سال ۶۰۰ میلادی به آیین‌های رازآلودی اشاره دارند که اغلب با گورستان‌ها مرتبط بودند. زنان پرستشگر تنتره هندو، که آن‌ها نیز یوگینی نامیده می‌شدند، به عنوان تجسم یوگینی‌های فراانسانی در نظر گرفته می‌شدند.
فعالیت‌های این آیین شامل Prana Pratishtha یا آیین تقدیس تصاویر، مانند یوگینی‌ها، بود. آیین‌های امروزی از این نوع می‌توانند سه روز به طول بینجامند و با حضور گروهی از کاهنان همراه باشند که شامل تطهیر آیینی، آیین بازگشایی چشم، پرستش (یوگینی پوجا)، فراخوانی محافظان، و تهیه یک یانترا با یک ماندالای یوگینی و آرایه‌ای از پوپل‌ها برای ۶۴ ایزدبانو می‌شود. کهن‌ترین آیین‌های یوگینی، آیین‌های جنائز کاپالیکا بودند.
Varanasimahatmya در Bhairavapradurbhava مراسم‌های پرستشی شامل آواز و رقص مقدس در معبد یوگینی در واراناسی را توصیف می‌کند که پیتر بیسچاپ آن را چنین خلاصه کرده است:
برای مردانی که در آنجا پرستش می‌کنند، هیچ چیزی بیهوده نخواهد بود. کسانی که آن شب را بیدار می‌مانند و جشن بزرگ آواز و رقص را اجرا می‌کنند و در سپیده‌دم دایره کولایوگینی را پرستش می‌کنند، از آن‌ها دانش کائولا را دریافت می‌کنند… همه یوگینی‌ها از آن مکان در مرکز واراناسی خشنود می‌شوند. ایزدبانوی ویکاتا در آنجا حضور دارد، این مکان، مقدس‌ترین مکان است.
بخش Kashikhanda از Skandapurana، که اسطوره آمدن ۶۴ یوگینی به واراناسی را در قالبی ناشناس روایت می‌کند، بیان می‌کند که پرستش می‌تواند ساده باشد، زیرا یوگینی‌ها فقط به هدایای روزانه‌ای از میوه، بخور و نور نیاز دارند. همچنین برای پاییز آیینی ویژه را تجویز می‌کند که شامل قربانی‌های آتش، قرائت نام‌های یوگینی‌ها و هدایای آیینی است، در حالی که همه ساکنان واراناسی باید در فصل بهار و در جشن هولی به معبد بیایند تا به ایزدبانوان احترام بگذارند.
دهجیا می‌نویسد که:
به نظر می‌رسد که دایره کائولا [مراسم آیینی تنتره] درون دایره معبد یوگینی شکل گرفته است، با هدایایی به یوگینی‌ها شامل ماتسیا (ماهی)، مَمسا (گوشت)، مودرا (اشاره‌گری آیینی)، مادیا (شراب) و در نهایت maithuna (آمیزش جنسی تنتره‌ای).
پرستش فعال (پوجا) در برخی از معابد یوگینی مانند معبد هیرپور همچنان ادامه دارد.